# Supercopa da Itália de 2013
A Supercopa da Itália de 2013 ou Supercoppa Italiana 2013 será a 26ª edição da competição. Será disputada em partida única com o campeão do Campeonato Italiano (Juventus) e o campeão da Copa Italia (Lazio), ambas na temporada 2012/2013.
A final ocorrerá no dia 18 de agosto de 2013, no Estádio Olímpico de Roma.

## Final
Partida única
| 18 de agosto de 2013 | Juventus                                                 | 4 – 0     | Lazio | Estádio Olímpico, Roma   |
|                      | Pogba 23' · Chiellini 52' · Lichtsteiner 54' · Tévez 56' | Relatório |       | Árbitro: Gianluca Rocchi |

| Juventus | Lazio |

|               |    |                      |     |     |
|               |    |                      |     |     |
| GK            | 1  | Gianluigi Buffon     |     |     |
| DF            | 15 | Andrea Barzagli      | 43' | 75' |
| DF            | 19 | Leonardo Bonucci     |     |     |
| DF            | 3  | Giorgio Chiellini    |     |     |
| MF            | 26 | Stephan Lichtsteiner |     | 82' |
| MF            | 23 | Arturo Vidal         |     |     |
| MF            | 21 | Andrea Pirlo         |     |     |
| MF            | 8  | Claudio Marchisio    |     | 20' |
| MF            | 22 | Kwadwo Asamoah       |     |     |
| FW            | 10 | Carlos Tévez         |     |     |
| FW            | 9  | Mirko Vučinić        |     |     |
| Substitutos:  |    |                      |     |     |
| DF            | 4  | Martín Cáceres       |     | 75' |
| DF            | 5  | Angelo Ogbonna       |     | 82' |
| MF            | 6  | Paul Pogba           |     | 20' |
| DF            | 11 | Paolo De Ceglie      |     |     |
| FW            | 12 | Sebastian Giovinco   |     |     |
| FW            | 14 | Fernando Llorente    |     |     |
| MF            | 17 | Luca Marrone         |     |     |
| MF            | 20 | Simone Padoin        |     |     |
| FW            | 27 | Fabio Quagliarella   |     |     |
| GK            | 30 | Marco Storari        |     |     |
| FW            | 32 | Alessandro Matri     |     |     |
| MF            | 33 | Mauricio Isla        |     |     |
| Treinador:    |    |                      |     |     |
| Antonio Conte |    |                      |     |     |

|                   |    |                    |     |     |
|                   |    |                    |     |     |
| GK                | 22 | Federico Marchetti |     |     |
| RB                | 39 | Luis Pedro Cavanda |     |     |
| CB                | 3  | André Dias         | 59' |     |
| CB                | 20 | Giuseppe Biava     |     |     |
| LB                | 26 | Ștefan Radu        |     | 58' |
| DM                | 24 | Cristian Ledesma   |     | 56' |
| RM                | 87 | Antonio Candreva   |     |     |
| CM                | 8  | Hernanes           | 31' | 70' |
| CM                | 5  | Lucas Biglia       |     |     |
| LM                | 19 | Senad Lulić        |     |     |
| CF                | 11 | Miroslav Klose     |     |     |
| Substitutos:      |    |                    |     |     |
| GK                | 1  | Albano Bizzarri    |     |     |
| DF                | 2  | Michaël Ciani      |     |     |
| MF                | 4  | Luca Crecco        |     |     |
| MF                | 10 | Ederson            |     | 56' |
| MF                | 15 | Álvaro González    |     |     |
| FW                | 18 | Libor Kozák        |     |     |
| MF                | 23 | Ogenyi Onazi       |     | 70' |
| FW                | 25 | Antonio Rozzi      |     |     |
| MF                | 27 | Lorik Cana         |     |     |
| DF                | 85 | Diego Novaretti    |     |     |
| GK                | 95 | Thomas Strakosha   |     |     |
| FW                | 99 | Sergio Floccari    |     | 58' |
| Treinador:        |    |                    |     |     |
| Vladimir Petković |    |                    |     |     |

## Campeão
| Campeão da Supercopa da Itália de 2013 |
| -------------------------------------- |
| Juventus 6° titulo                     |